# Aphyllorchis exilis
Aphyllorchis exilis är en orkidéart som beskrevs av Rudolf Schlechter. Aphyllorchis exilis ingår i släktet Aphyllorchis och familjen orkidéer. Inga underarter finns listade i Catalogue of Life.